# Detrík
Detrík (1927–1965 slowakisch „Detrik“; ungarisch Detre – bis 1907 Detrik) ist eine Gemeinde im Osten der Slowakei mit 49 Einwohnern (Stand 31. Dezember 2024), die im Okres Vranov nad Topľou, einem Teil des Prešovský kraj, liegt.

## Geographie

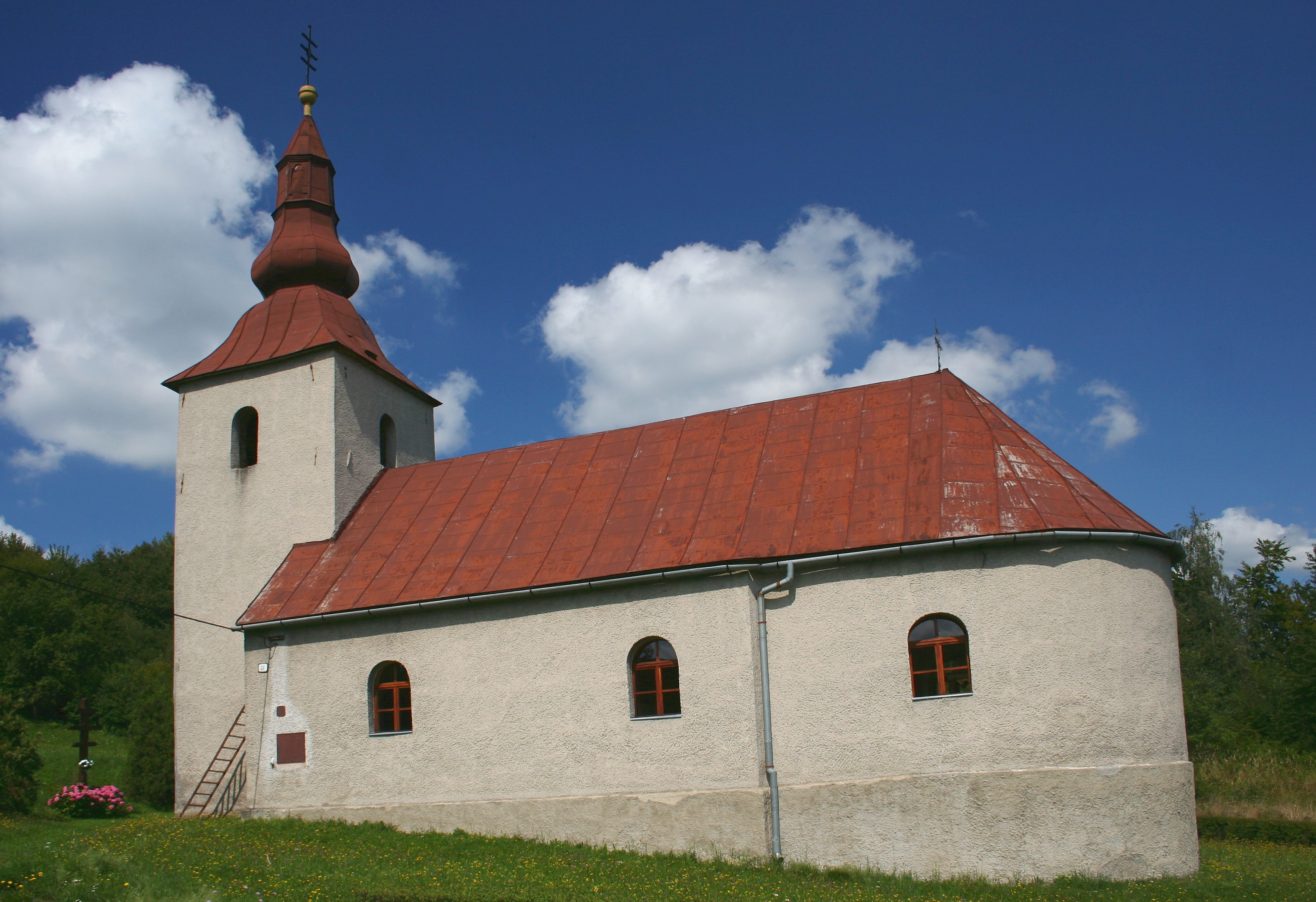
Kirche in Detrík

Die Gemeinde befindet sich im Südteil der Niederen Beskiden im Bergland Ondavská vrchovina, am Bach Surový potok im Einzugsgebiet der Ondava, die hier im Stausee Veľká Domaša gestaut ist. Das Ortszentrum liegt auf einer Höhe von 320 m n.m. und ist 13 Kilometer von Hanušovce nad Topľou sowie 30 Kilometer von Vranov nad Topľou entfernt.
Nachbargemeinden sind Bžany im Norden und Nordosten, Kvakovce im Osten und Südosten, Michalok und Skrabské im Süden und Vavrinec im Westen.

## Geschichte
Detrík wurde zum ersten Mal 1363 als Dythryhuagasa schriftlich erwähnt, weitere historische Bezeichnungen sind unter anderen Detreh (1410) und Detrik (1786). Das Dorf wurde nach deutschem Recht gegründet und lag zuerst in der Herrschaft von Čičava, ab dem 16. Jahrhundert der Herrschaft von Skrabské und war später Besitz von Geschlechtern wie Báthory und Csáky. 
1556 wurden vier Porta verzeichnet, 1715 gab es 11 Haushalte. 1787 hatte die Ortschaft 46 Häuser und 317 Einwohner, die als Fuhrleute, Landwirte und Waldarbeiter tätig waren.
Bis 1918 gehörte der im Komitat Semplin liegende Ort zum Königreich Ungarn und kam danach zur Tschechoslowakei beziehungsweise heute Slowakei. In der Zeit der ersten tschechoslowakischen Republik verblieb die Bevölkerung bei traditionellen Einnahmequellen. Vor und während des Slowakischen Nationalaufstandes agierten Partisanengruppen in der Gegend. Nach dem Zweiten Weltkrieg pendelte ein Teil der Einwohner zur Arbeit in Industriebetriebe in Hanušovce nad Topľou, Prešov und Košice, die Landwirte waren privat organisiert.

## Bevölkerung
| Jahr                | 1994 | 2004     | 2014    | 2024    |
| ------------------- | ---- | -------- | ------- | ------- |
| Anzahl der Personen | 59   | 51       | 52      | 49      |
| Unterschied         |      | −13,55 % | +1,96 % | −5,76 % |

| Jahr                | 2023 | 2024    |
| ------------------- | ---- | ------- |
| Anzahl der Personen | 51   | 49      |
| Unterschied         |      | −3,92 % |

Nach der Volkszählung 2011 wohnten in Detrík 57 Einwohner, davon 52 Slowaken und ein Rom. Vier Einwohner machten keine Angabe zur Ethnie.
47 Einwohner bekannten sich zur griechisch-katholischen Kirche und sechs Einwohner zur römisch-katholischen Kirche. Ein Einwohner war konfessionslos und bei drei Einwohnern wurde die Konfession nicht ermittelt.

## Bauwerke und Denkmäler
- griechisch-katholische Erzengel-Michael-Kirche aus den Jahren 1808–1812[6]

## Verkehr
Durch Detrík führt nur die Cesta III. triedy 3635 („Straße 3. Ordnung“) zwischen Vavrinec und Malá Domaša (Anschluss an die Cesta I. triedy 15 („Straße 1. Ordnung“)).